# 臺北北站
臺北北站，位於台灣台北市大同區、臺北車站特定專用區交通十號用地，曾為台北市主要的公路長途客運（國道客運）車站之一，今已經停止使用，其路線全數移轉至臺北轉運站。

## 概要

### 車站
原址位於今臺北轉運站承德路出口對面、臺北車站特定專用區交通十號用地，為臺汽客運臺北北站。於臺汽客運民營化之時改為國光客運臺北北站，並與豐原客運、巨業交通分租。2005年8月16日搬入國道客運臺北總站，原址停用。

### 歷史
此地原為臺灣省菸酒公賣局香菸廠。香菸廠遷走後，土地被承德路分割，承德路西側轉交臺灣省公路局使用。公路局將台北橋站遷至承德路西側，改名臺北北站；承德路東側轉交臺北市立建成國民中學使用。建成國中遷走後，承德路東側改建臺北轉運站。

### 管理單位
公路局、臺汽客運及國光客運的一個車站管理單位，因位於臺北車站以北而得名，此一名稱伴隨遷站至國道客運臺北總站及臺北轉運站、臺北西站A棟仍繼續使用。最後併入臺北轉運站。

## 末期停靠路線

### 國光客運
- 台北－二城－羅東
- 台北－竹安－南方澳
- 台北－金山青年活動中心（部分班次延駛至法鼓山）
- 台北－桃園
- 台北－中山高-中壢
- 台北－新竹
- 台北－北二高－竹東
- 台北－北二高－大溪－竹東
- 台北－頭份－竹南
- 台北－中山高－苗栗
- 台北－北二高－苗栗

### 巨業交通
- 台北－沙鹿

### 豐原客運
- 台北－豐原